# Dendrobium ianthinum
Dendrobium ianthinum là một loài thực vật có hoa trong họ Lan. Loài này được Schuit. & Puspit. mô tả khoa học đầu tiên năm 2005.